# Horizonte, Jornal das Artes
Horizonte, Jornal das Artes foi um jornal dedicado à arte publicado em Lisboa em 1946 e 1947.
Com 8 páginas de grande formato, foi editado quinzenalmente a partir de Novembro de 1946, retomando o título de um quinzenário académico de 1942. Foi dirigido por Nuno de Sousa (Calvet de Magalhães) e teve como colaboradores António Pedro (que aí iniciou a sua "Introdução a uma História de Arte", depois publicada em volume), José Augusto França, Manuel Bentes, Dordio Gomes, Fernando Lanhas, Cândido Costa Pinto, Ernesto de Sousa, Júlio Pomar, Magalhães Filho, Luiz Francisco Rebello e Eduardo Calvet, entre outros. De teor eclético, pretendendo estar atento aos problemas da arte, Horizonte foi colaborado por artistas de tendências diversas, académicos e modernizantes, revelando discreta predileção pelos neorrealistas (nomeadamente no número duplo dedicado à 2ª Exposição Geral de Artes Plásticas, SNBA, 1947).